# Felipe Calderón

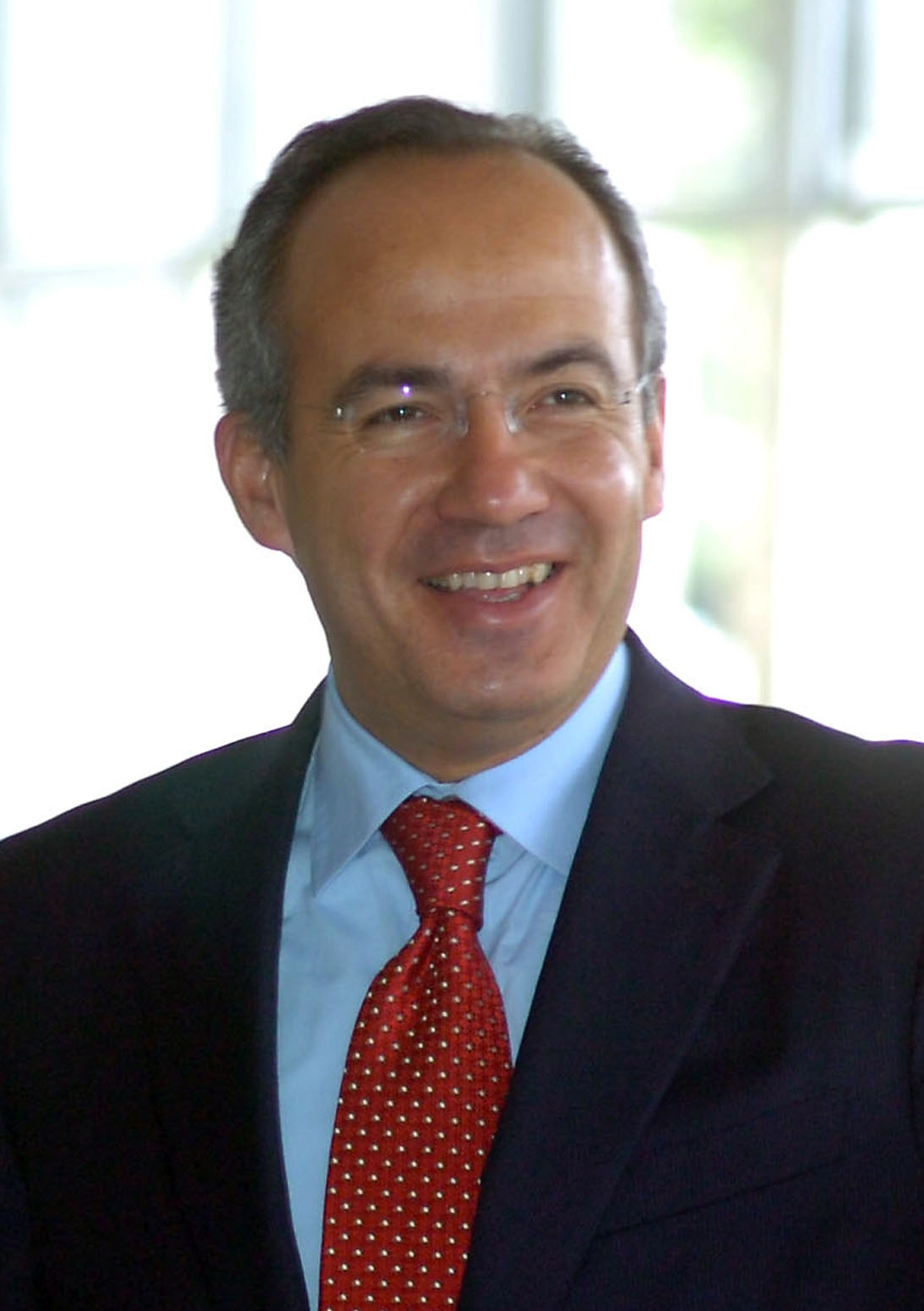
Felipe Calderón (2006)

Felipe de Jesús Calderón Hinojosa (* 18. August 1962 in Morelia, Michoacán) ist ein mexikanischer Rechtsanwalt und Politiker (PAN) und war von 2006 bis 2012 Präsident von Mexiko.

## Leben
Felipe Calderón Hinojosa wurde als erstes von vier Kindern von Luis Calderón Vega und seiner Frau
Carmen Hinojosa González geboren. Der diplomierte Jurist und Anwalt hat Rechtswissenschaften an der Escuela libre de derecho in Mexiko-Stadt studiert. Er studierte in der Folge außerdem Betriebswirtschaftslehre am ITAM, dem Instituto Tecnológico Autónomo de México und zudem Verwaltungsrecht an der John F. Kennedy School der Harvard University.

## Politische Karriere
Calderón hat in der PAN, der er bereits als Jugendlicher beitrat, eine politische Karriere absolviert, die mit dem Posten des Parteichefs (Presidente del Comité Ejecutivo Nacional) 1996–1999 gekrönt wurde. Zuvor war er 1995 bei den Gouverneurswahlen von Michoacán angetreten, hatte aber nur 25 Prozent der Stimmen erreicht.
Calderón war zweimal im Abgeordnetenhaus des Bundesdistrikts und des Kongress der Union Mexiko vertreten. Im letztern war er ab 2001 Fraktionsvorsitzender der PAN-Gruppe. Von 2003 bis Mai 2004 war er Energieminister in der Regierung von Staatspräsident Vicente Fox Quesada. Calderón trat gegen den Willen von Fox, der einen anderen Kandidaten favorisierte, bei den Vorwahlen zur Kür des PAN-Kandidaten (christdemokratisch-konservative Partei) für die Präsidentschaftswahl 2006 an, seit dem 23. Oktober 2005 war er der offizielle Kandidat seiner Partei. Bei den Wahlen am 2. Juli 2006 setzte er sich knapp gegen Andrés Manuel López Obrador durch. Am 1. Dezember 2006 wurde Felipe Calderón als Präsident Mexikos vereidigt.
Calderóns Gegenkandidat López Obrador bestritt das Wahlergebnis, mobilisierte in Mexiko-Stadt über Wochen seine Anhänger und rief am 20. November 2006 eine Gegenregierung aus. Bei einer 2007 durchgeführten Umfrage äußerten 36 % der Befragten die Meinung, bei der Präsidentschaftswahl 2006 sei betrogen worden bzw. es habe erhebliche Unregelmäßigkeiten gegeben.
Eine der prägenden Entscheidungen der Amtszeit Calderóns war die forcierte Bekämpfung der Drogenkartelle mit Militär und Polizei. Unmittelbar nach seiner Wahl entsandte er im Dezember 2006 rund 7000 Sicherheitskräfte nach Michoacán, um dort das organisierte Verbrechen zu bekämpfen. Dies wird als der Beginn des Drogenkrieges in Mexiko betrachtet.
2011 wurde Calderón der Champions of Earth Award verliehen.